# Grand View Estates
Grand View Estates é uma Região censo-designada localizada no estado americano de Colorado, no Condado de Douglas.

## Demografia
Segundo o censo americano de 2000, a sua população era de 691 habitantes.

## Geografia
De acordo com o United States Census Bureau tem uma área de
3,3 km², dos quais 3,3 km² cobertos por terra e 0,0 km² cobertos por água.

## Localidades na vizinhança
O diagrama seguinte representa as localidades num raio de 8 km ao redor de Grand View Estates.